# Mitsubishi Grandis
Mitsubishi Grandis — семимісний мінівен побудований Mitsubishi Motors, щоб замінити Space Wagon.

## Перше покоління

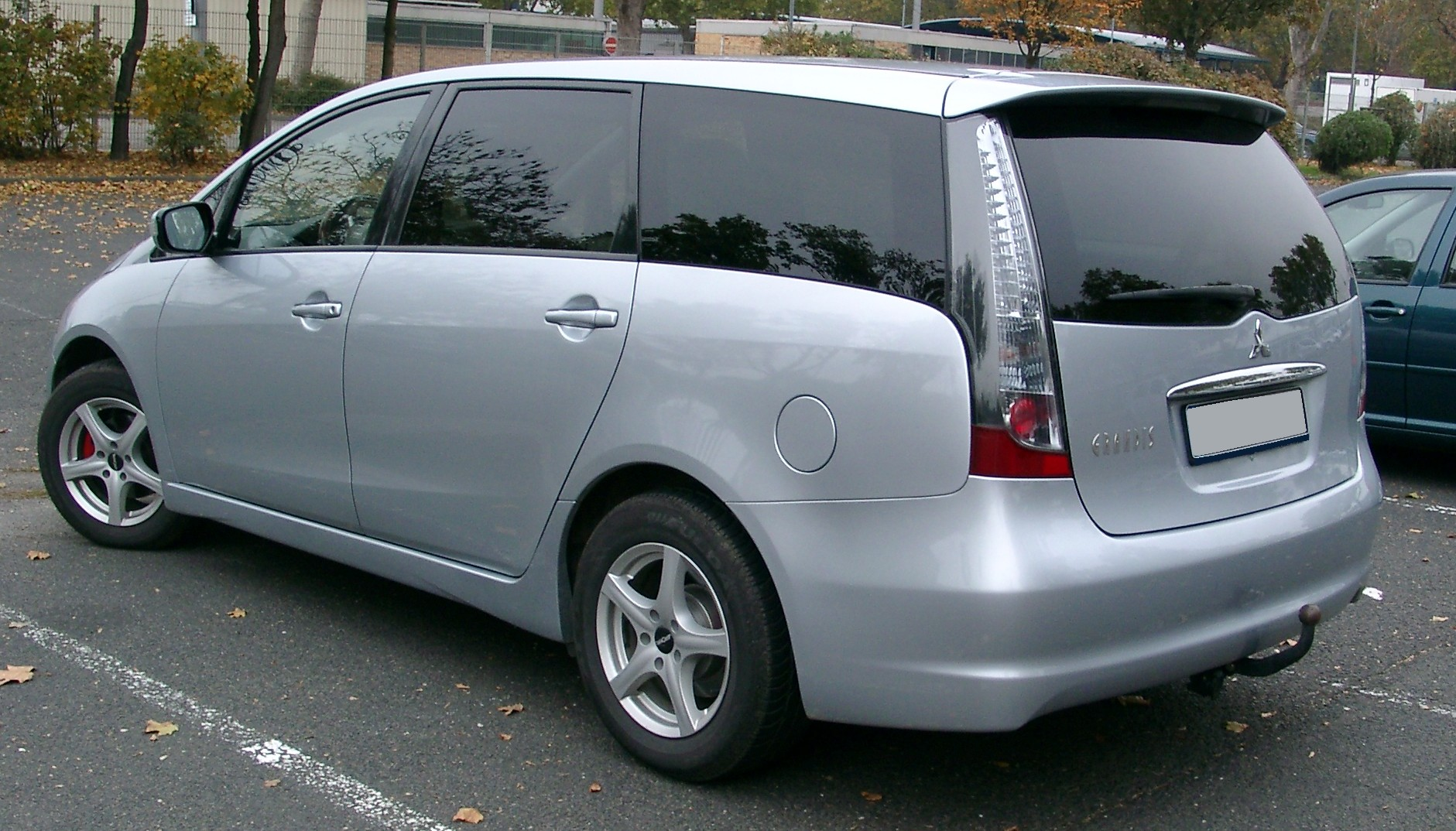
Mitsubishi Grandis

Він був запущений 14 травня 2003 року і продавався в Японії, Азії, Європі, Океанії, Мексиці, Гондурасі, Ямайці, а також Південній Америці. Двигуни доступні 2,4-літровий бензиновий двигун з чотирма циліндрами потужністю 165 к.с. і 2,0 літровий турбодизель виробництва Volkswagen, під назвою DI-D, а не TDI як його позначає Volkswagen, потужністю 136 к.с.
Мінівен поділяє платформу з Mitsubishi Outlander але з нижчим дорожнім просвітом.
Мінівен доступний у Classic, Equippe, Elegance та Warrior моделях. До бази усіх моделей входять: антиблокувальні гальма, електричний розподіл гальмівних зусиль та численні подушки безпеки. Модель Classic пропонує: 17-дюймові литі диски, CD-програвач, центральний замок з брелоком, сигналізацію, автоматичне кондиціонування повітря, передні протитуманні вогні, задній спойлер, вікна з електроприводом та водійське сидіння з регулюванням по висоті. У комплектаціях інших моделей зустрічаються: круїз-контроль, шкіряна обшивка, підігрів передніх сидінь, подвійний люк та задні сенсори паркування. 
Grandis оснащений великою кількістю систем безпеки — у тому числі подушки безпеки для водія і переднього пасажира, шторки безпеки для першого та другого ряду сидінь, ESP, Brake Assist, електронний розподіл гальмівних зусиль і кріплення для дитячих сидінь ISOFIX.
У 2011 році був припинений продаж Mitsubishi Grandis на міжнародному рівні.

### Двигуни
- 2.4 л 4G69 I4 MIVEC 165 к.с.
- 2.0 л VW I4 DI-D 136 к.с.

### Виробництво і продаж
| Рік  | Виробництво | Продаж | Продаж |
| Рік  | Виробництво | Японія | Інші   |
| ---- | ----------- | ------ | ------ |
| 2003 | 28,821      | 23,834 | 3,574  |
| 2004 | 19,173      | 5,247  | 14,352 |
| 2005 | 29,466      | 4,490  | 24,507 |
| 2006 | 17,928      | 1,756  | 16,870 |
| 2007 | 15,549      | 674    | 15,161 |
| 2008 | 8,583       | 281    | 8,283  |

(посилання: Facts & Figures 2008, Facts & Figures 2009, Mitsubishi Motors website)

## Відродження
18 лютого 2025 року Mitsubishi Motors Europe оприлюднила тизери відродженого Grandis на базі Renault Symbioz, який буде представлений у повному обсязі в липні 2025 року як авто 2026 модельного року.

### Двигун
- 1.5 H4M I4 гібрид 145 к.с